# Гурд, Янни
Янни Гурд (англ. Yanni Gourde; 15 декабря 1991, Сен-Нарсис-де-Бориваж, Квебек, Канада) — канадский профессиональный хоккеист, левый нападающий клуба НХЛ «Тампа Бэй Лайтнинг». Обладатель Кубка Стэнли 2020 и Кубка Стэнли 2021 годов.

## Карьера
Гурд начал свою карьеру в QMJHL в клубе «Викториавилл Тайгерз», до этого он играл в юношеской команде города Саут-Шора, клубах QMAAA «Леви Коммандорс» и «Жонкьер Элайтс». В сезоне 2011/12 Янни стал лучшим бомбардиром лиги, а также взял приз Мишель Бриер Мемориал Трофи. 10 марта 2014 года он подписал однолетний контракт с клубом АХЛ, а также двухлетний контракт новичка с клубом НХЛ «Тампа-Бэй Лайтнинг». В дебютном для себя сезоне в АХЛ он набрал 57 очков в 76 матчах.
14 декабря 2015 года Гурд получил свой первый вызов на матчи НХЛ в «Лайтнинг». 15 декабря 2015 года он дебютировал в НХЛ в матче против «Торонто Мейпл Лифс», в этой же игре Янни набрал свой первый балл за результативность, отдав голевую передачу.
25 июля 2016 года Гурд подписал с «Тампой» ещё один двухсторонний контракт на один год. 
11 марта 2017 года Янни забил свой первый гол в НХЛ в матче против «Флорида Пантерз», причём сделал он это в меньшинстве. Таким образом он стал четвёртым игроком в истории «молний», который забил свой дебютный гол в меньшинстве.
26 июня 2017 года Гурд продлил контракт с «Тампой» на два года и сумму 2 млн долларов.
Сезон 2017/18 стал для Янни по истине прорывным. В феврале 2018 года он стал новичком месяца, а также установил рекорд франшизы по количеству очков, набранных новичком за сезон (64). 12 апреля 2018 года он дебютировал в плей-офф НХЛ в матче против «Нью-Джерси Девилз», в этом же матч он забил свой первый гол и отдал голевую передачу, став лишь вторым новичком в истории «Тампы», набравшим 2 и более очка в дебютной игре плей-офф.
2 ноября 2018 года Гурд подписал контракт с «молниями» на 6 лет и сумму 31 млн долларов.
21 июля 2021 года Янни был выбран новым клубом НХЛ «Сиэтл Кракен» на драфте расширения. 4 марта 2026 года в результате обмена обратно перешел в Тампа-Бэй Лайтнинг. 

## Личная жизнь
Родители назвали Гурда в честь греческого музыканта Янни.

## Статистика
| Легенда | Легенда                    | Легенда | Легенда                   | Легенда | Легенда    |
| ------- | -------------------------- | ------- | ------------------------- | ------- | ---------- |
| И       | Количество проведённых игр | Штр     | Штрафное время            | +/−     | Плюс-минус |
| Г       | Голы                       | П       | Голевые передачи          | О       | Очки       |
| -       | Статистика неизвестна      | —       | Статистика не учитывалась |         |            |